# Achziv
Achziv (hébreu : אַכְזִיב ʾAḵzīḇ ; arabe : الزيب, romanisé : Az-Zīb) est un site antique sur la côte méditerranéenne du nord d'Israël, entre la frontière avec le Liban et la ville d'Acre. Il est situé à 13,5 kilomètres au nord d'Acre sur la côte de la mer Méditerranée, dans la zone municipale de Nahariya. Aujourd'hui, c'est un parc national israélien.
Des fouilles ont mis au jour une ville cananéenne fortifiée du deuxième millénaire avant notre ère. La ville phénicienne du premier millénaire avant notre ère est connue à la fois par la Bible hébraïque et par des sources assyriennes. La phénicienne Achzib a connu des hauts et des bas pendant les périodes perse et hellénistique. Au début de l'époque romaine, la ville, connue sous le nom d'Acdippa, était une station routière. Le Pèlerin de Bordeaux la mentionne en 333-334 de notre ère toujours comme une station routière ; les sources juives de la période byzantine l'appellent Kheziv et Gesiv. Il n'y a aucune information sur l'installation sur le site pour la première période musulmane. Les croisés y ont construit un nouveau village avec un château fort. Durant les périodes mamelouke et ottomane, un modeste village occupait l'ancien tell (tertre archéologique).
À l'époque moderne, le site était connu sous le nom de ville palestinienne d'Az-Zīb, avec une population de près de 2 000 habitants. Elle a été dépeuplée lors de l'Opération Ben-Ami de la Haganah, le 14 mai 1948, le dernier jour du mandat britannique sur la Palestine.
Le seul résident permanent d'Achziv depuis la déclaration de l'État était Eli Avivi (1930-2018), un photographe et micronationaliste israélien qui a accueilli des visiteurs dans la micronation juridiquement contestée d'« Akhzivland », une petite étendue de plage où il a vécu de 1975 jusqu'à sa mort.

## Étymologie
Mentionné dans la Bible sous son ancien nom Achzib, les traces de peuplement humain sur le site remontent au XVIIIe siècle av. J.-C.. Pendant la période romaine (et dans la littérature classique), les autorités impériales l'appelaient Ecdippa, Ecdeppa ou Ecdippon. Au début du Moyen Âge, le nom arabe du village « Az-Zīb » ou « Al-Zib » (arabe : الزيب signifiant « filou ») était d'usage courant localement. Az-Zīb est une forme abrégée du nom cananéen/phénicien d'origine du site, Achzib.

## Histoire
L'occupation humaine sur le site remonte au XVIIIe siècle av. J.-C. et au Xe siècle av. J.-C., c'était une ville fortifiée. Un tell fouillé entre 1941-44 et 1959-1964 a trouvé des traces d'occupation du sol de l'âge du bronze moyen II, en passant par la période romaine et le Haut Moyen Âge. Achziv fut la première colonie fortifiée découverte sur le site par les archéologues.

### Âge du bronze moyen

#### Âge du bronze moyen IIA
Dans le Bronze moyen IIA (BMIIA), des vestiges sont découverts dans la phase N5 avec des caractéristiques telles que des sépultures d'enfants dans des jarres de stockage sous le sol.

#### Âge du bronze moyen IIA-B
Lors de la transition du BMIIA au BMIIB, la colonie a subi une destruction violente.

#### Âge du bronze moyen IIB
Dans le Bronze moyen IIB (BMIIB), la phase N4 faisait partie d'une grande ville portuaire cananéenne,. Les remparts massifs, d'environ 4,5 mètres de haut, protégeaient la ville proprement dite et une grande zone d'installations portuaires. Au nord et au sud, la ville s'étendait jusqu'aux deux rivières voisines, que les ingénieurs cananéens relièrent par un fossé, transformant ainsi Achzib en île. Un niveau de destruction substantiel dès le début de l'âge du bronze tardif (BTI) prouve que même ces fortifications n'étaient finalement pas suffisantes. Une violente conflagration mit fin à la phase N4 et conduisit à la transition vers le BMIIC/BTI dans la phase N3.

### Âge du Fer

#### Âge du Fer II
Vers 1000 avant J.-C., Achziv était une ville phénicienne prospère et fortifiée. Conquise par l'Empire néo-assyrien au VIIIe siècle av. J.-C., elle fut cependant ensuite gouvernée par les Perses.
Située sur un passage entre la plaine d'Acre et la ville de Tyr, Achzib était une importante station routière. Entre les Xe et VIe siècles av. J.-C., c'était une ville prospère, avec des bâtiments publics et des tombeaux portant des inscriptions phéniciennes, attestant de l'identité de ses habitants à l'époque. Conquise par les Assyriens en 701 av. J.-C. et répertoriée dans les Annales de Sennachérib (en) sous le nom d'Ak-zi-bi, la poursuite de la colonisation phénicienne pendant cette période et pendant le déclin subi pendant la période perse, est attestée par des inscriptions phéniciennes des Ve et IVe siècles av. J.-C. qui ont été trouvées sur le site.
Avant l'invasion assyrienne d'Achziv sous Sennachérib, à la fin du VIIIe siècle av. J.-C., Achziv et Akko appartenaient au roi de Sidon et étaient considérées comme des territoires hittites.

#### Tradition biblique
Achzib est mentionnée dans le Livre de Josué (19:29) et dans le Livre des Juges (1:31) comme une ville attribuée à la tribu d'Aser dans la Bible hébraïque, mais les Asherites ne réussirent pas à la conquérir des Phéniciens :
Et le cinquième lot échut à la tribu des enfants d'Aser... et ses issues sont à la mer depuis la côte jusqu'à Achzib. (Josué 19:24–29)
Aser n'a pas chassé les habitants d'Akko, ... ni d'Achzib... (Juges 1:31)

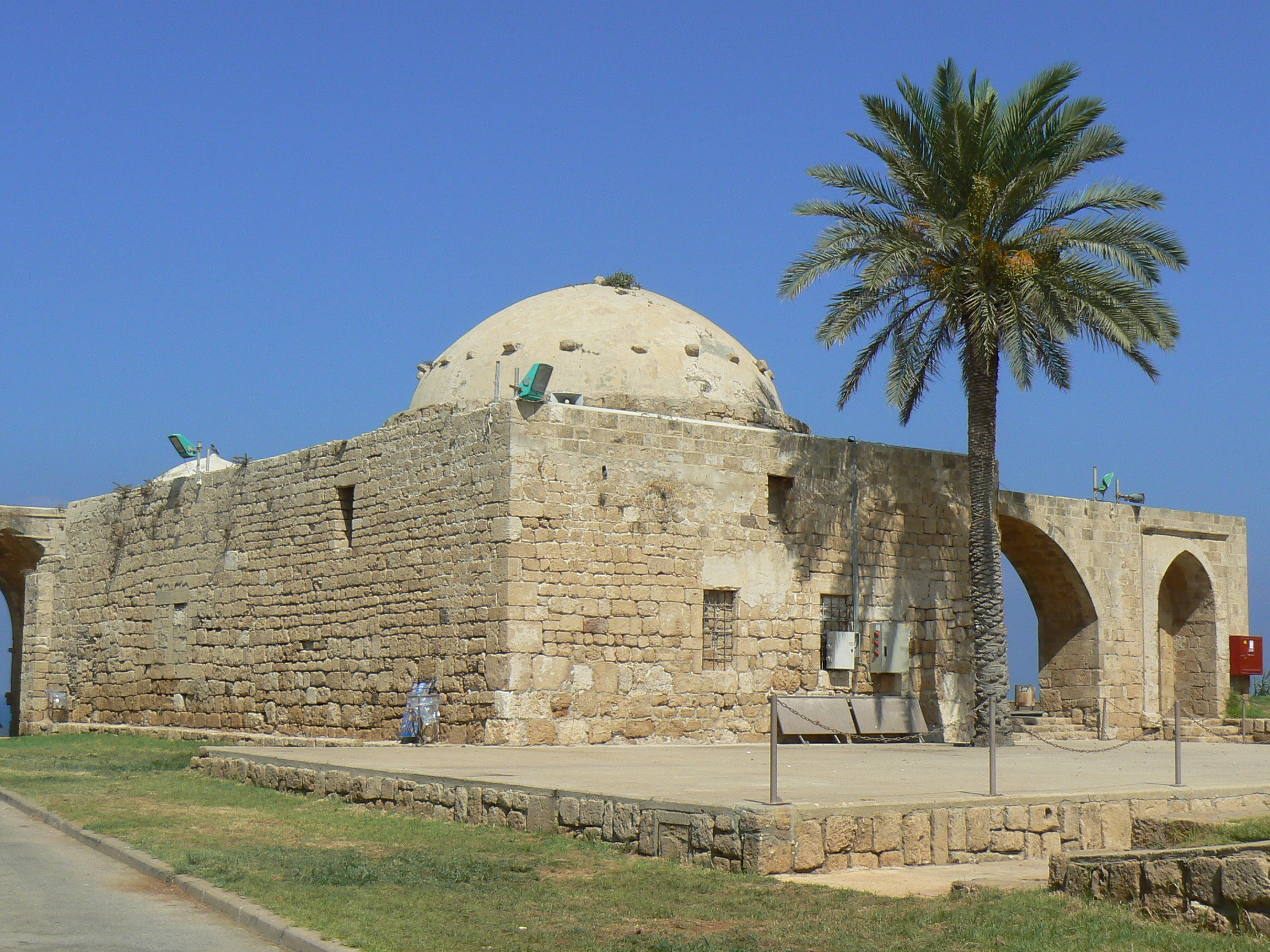
La mosquée d'al-Zib, restaurée dans le parc national d'Achziv.

Selon l'histoire biblique, le roi David a ajouté la ville à son royaume, mais le roi Salomon l'a rendue à Hiram Ier dans le cadre du célèbre pacte ; des preuves archéologiques (en) indiquent qu'elle est restée phénicienne.

### Époque classique

#### Période hellénistique
Pendant le règne des Séleucides, la frontière fut établie à Rosh HaNikra, juste au nord d'Achziv, ce qui en fit une ville frontière qu'ils appelèrent Ekdippa (Έκδιππα en grec ancien) et la placèrent sous le contrôle d'Acre. Mentionné dans les écrits du Pseudo-Scylax, le site a probablement regagné une certaine importance à l'époque hellénistique.

#### Périodes romaine et byzantine
Une ville maritime nommée Cziv, à 14 km au nord d'Acre, est mentionnée par Flavius Josèphe et plus tard par Eusèbe. Achziv (Cheziv) est mentionnée dans les écrits rabbiniques juifs, par exemple le Midrash Vayikra Rabba (en) 37:4. De plus, Achziv est mentionné dans le Talmud de Babylone et par les commentateurs du Moyen Âge qui s'y rapportent, concernant la localisation d'Achziv par rapport aux frontières historiques d'Israël. À la fin de l'époque romaine, un atelier de poterie y était situé.

### Moyen Âge

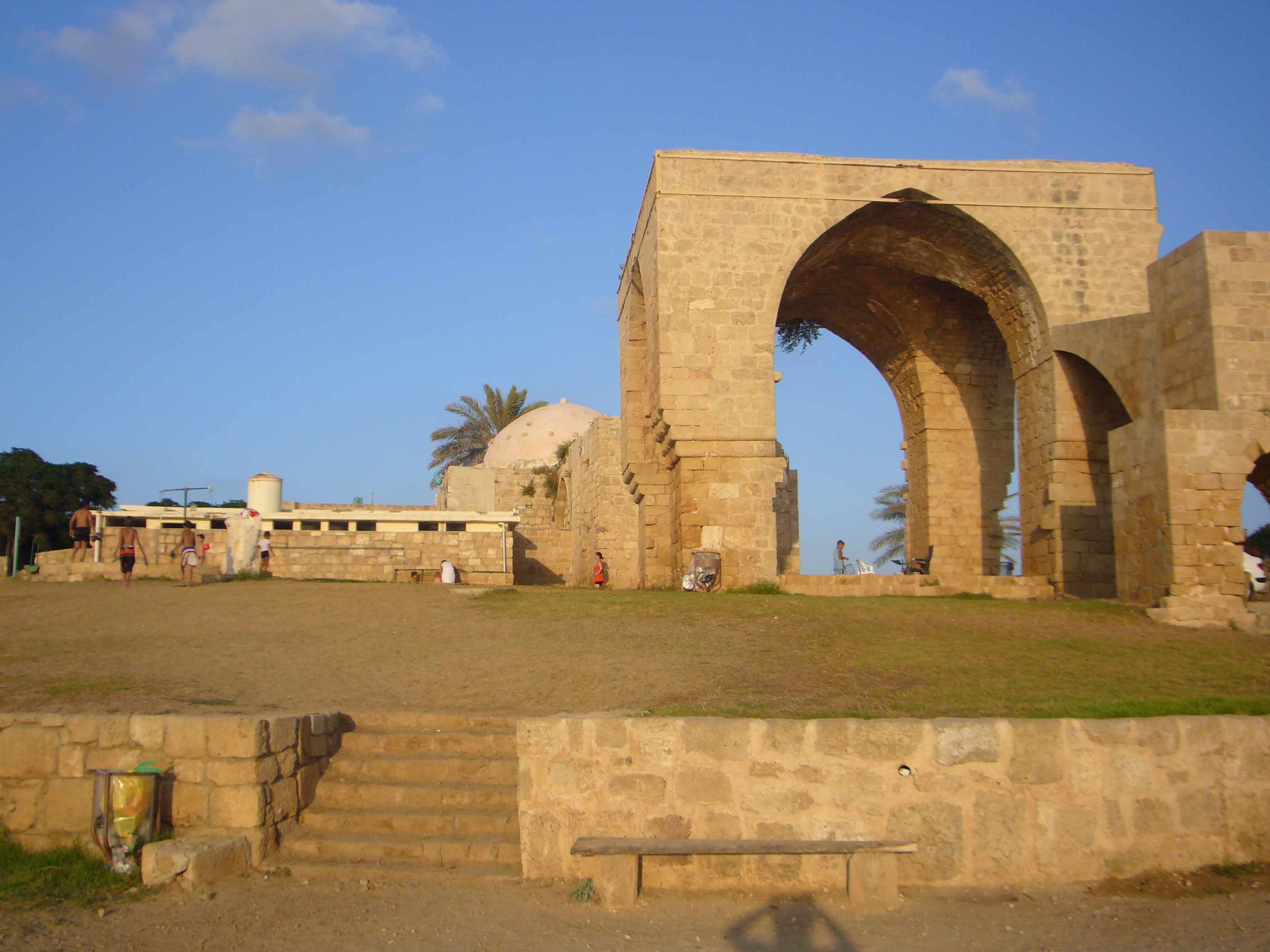
Vestiges d'Az-Zīb.

Durant le Haut Moyen Âge, les géographes arabes appelaient la région « Az-Zīb ».

#### Période des Croisés
Avec l'arrivée des croisés et après la chute d'Acre en 1104, « Casal Imbertia » ou « Lambertie » y fut établie,. À l'époque des croisés, elle s'est agrandie et est devenue le centre principal d'un grand domaine du même nom, Casal Imbert. La Fierge, Le Quiebre et La Gabassie faisaient tous partie de ce domaine. Le site était communément connu sous le nom de « Casale Umberti », Casal Humberti (d'après Hubert de Pacy qui détenait le Casale) ou Casal Imbert, et il est documenté en 1108.
Az-Zīb (qui signifie « filou ») est mentionné pour la première fois dans les sources croisées en 1123 comme un village appartenant à Hubert de Pacy. En 1146, les croisés y établirent une colonie protégée par un château et nommée « Casale Huberti », et parfois encore « Casal Humberti ». Sous Baudouin III de Jérusalem, des agriculteurs européens s'y installèrent quelque temps avant 1153.
Le géographe arabe Ibn Jubair visita la Palestine en 1182 et mentionna Az-Zīb comme une grande forteresse avec un village et des terres adjacentes entre Acre et Tyr. En 1198, le roi Aimery II de Lusignan donna une grande partie des revenus d'Az-Zīb à l'ordre Teutonique. En 1226, le géographe arabe Yaqut al-Hamawi décrit Az-Zīb comme un grand village sur la côte dont le nom était également prononcé « az-Zaib ».
En 1232, c'était le site de la bataille de Casal Imbert entre les croisés allemands et français dans le cadre de la guerre des Lombards. En 1253, le roi Henri Ier donna l'ensemble du domaine de Casal Imbert à Jean d'Ibelin. Peu de temps après, en 1256, Jean d'Ibelin loua Az-Zīb et tous ses villages dépendants à l'ordre Teutonique pour 10 ans. En 1261, l'ensemble du domaine fut vendu à l'ordre Teutonique, en échange d'une somme annuelle aussi longtemps qu'Acre était aux mains des chrétiens. En 1283, le village fut mentionné comme faisant partie du domaine des croisés, selon la houdna (en) (trêve) entre les croisés d'Acre et le sultan mamelouk Qala’ûn.

#### Période mamelouke

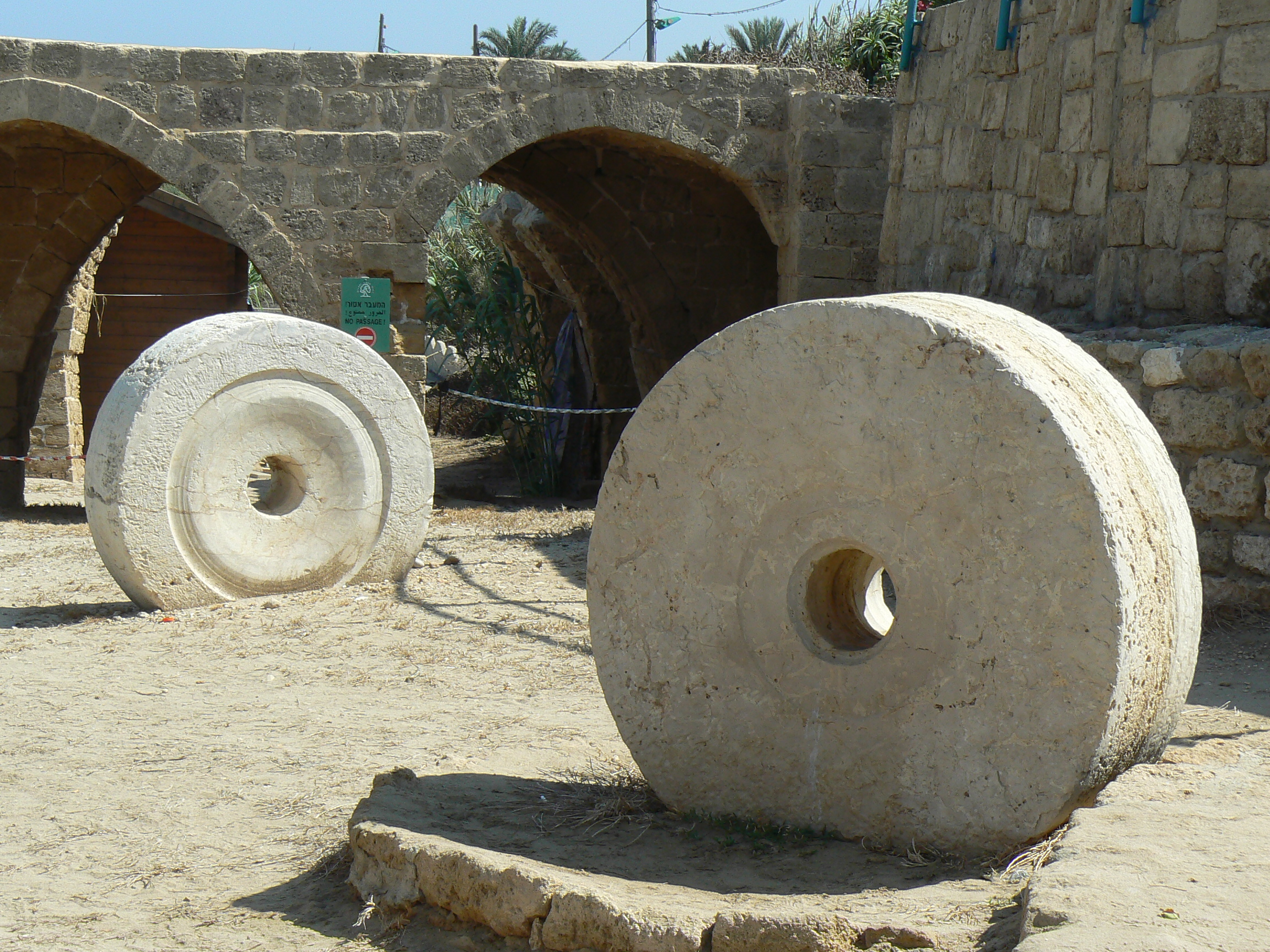
Anciennes meules du parc national d'Achziv.

Le village arabe d'Az-Zīb fut établi à la fin de la période mamelouke, les maisons étant érigées à l'aide des pierres du château des croisés détruit ; et il prospéra tout au long de la domination ottomane. Des chroniqueurs arabes décrivent le château et le village aux XIIe et XIIIe siècles, juste avant et pendant la domination des Mamelouks dans la région.

### Période ottomane
Au début du XVIe siècle, Az-Zīb fut incorporé à l'Empire ottoman et ses habitants cultivèrent diverses cultures et élevèrent du bétail sur lequel ils payaient des impôts aux autorités ottomanes. Selon les registres fiscaux de 1596, il s'agissait d'un village de la nahié (sous-district) d'Akka, faisant partie du sandjak de Safed (en), avec une population de 132 ménages et 27 célibataires et un total estimé de 875 personnes. Tous étaient musulmans. Les villageois payaient un taux d'impôt fixe de 25 % sur plusieurs produits agricoles, notamment le blé, l'orge, les « cultures d'été », les fruits, le coton, les ruches, les chèvres et les buffles d'eau, soit un total de 23 669 akçe. Tous les revenus étaient versés à un waqf,.
Une carte de Pierre Jacotin datant de l'invasion de Napoléon en 1799 montrait le village, nommé Zib. Le voyageur britannique James Silk Buckingham (en) décrit Az-Zīb en 1816 comme une petite ville construite sur une colline près de la mer avec quelques palmiers s'élevant au-dessus de ses maisons 
. Pendant la période de domination égyptienne en Palestine, le cheikh (chef) d'Az-Zīb, Said al-Sabi, a rejoint la rébellion des paysans de 1834 contre le gouverneur Ibrahim Pacha. Il a été arrêté et exilé en Égypte par les autorités au cours de l'été de cette année-là en raison de sa participation.

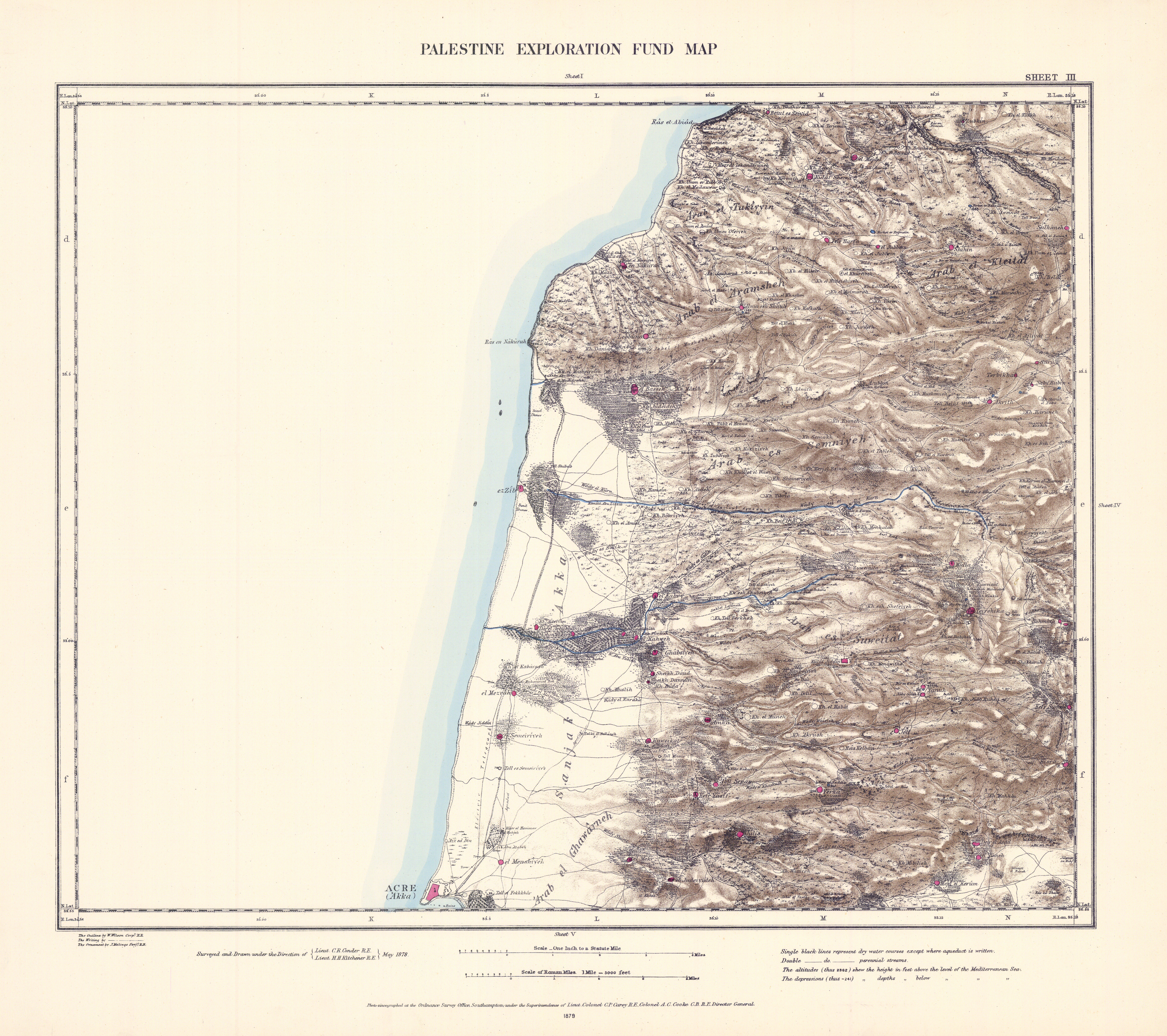
Carte topographique de la Palestine occidentale, vers 1880.

En 1875, lors de la visite de Victor Guérin, Az-Zīb comptait 500 habitants musulmans. Guérin a noté que la colline sur laquelle il était construit avait été autrefois entourée d'un mur, dont des traces étaient encore visibles du côté est. À la fin du XIXe siècle, la plupart des maisons du village étaient construites en pierre, une mosquée et une clinique avaient été établies et les habitants cultivaient des olives, des figues, des mûres et des grenades. La population se composait d'environ 400 musulmans. En 1882, les Ottomans établirent une école primaire à Az-Zīb. Une liste de population datant d'environ 1887 montrait que Kh. ez Zib comptait environ 730 habitants, tous musulmans.

### Période du mandat britannique

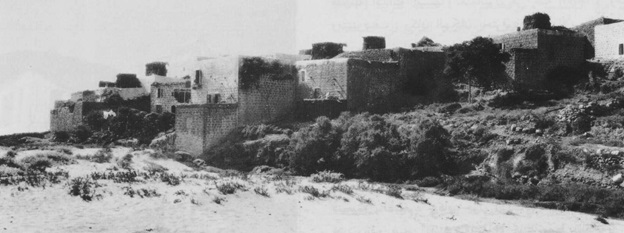
Az-Zīb et sa plage en 1928.

Le village d'Az-Zīb est devenue une partie de la Palestine sous mandat britannique en 1922. Lors du recensement de 1922 en Palestine, « Al Zib » comptait 804 habitants, dont 803 musulmans et 1 chrétien qui était catholique romain. La population avait augmenté lors du recensement de 1931 à 1059, tous musulmans, dans un total de 251 maisons.
Les principaux secteurs économiques du village étaient la pêche et l'agriculture, en particulier la culture de fruits, notamment de bananes, d'agrumes, d'olives et de figues. La ville possédait quatre pressoirs à olives : deux mécanisés et deux à traction animale. Entre 1927 et 1945, la pêche annuelle du village était de 16 tonnes. Selon les statistiques de 1945 (en), la population d'Az-Zīb était de 1 910 habitants, tous musulmans, avec une superficie totale de 12 607 dounams. De ce total, 2 973 dounams étaient utilisés pour les agrumes et les bananes ; 1 989 dounams étaient irrigués ou utilisés pour les vergers ; 4 425 étaient destinés aux céréales ; tandis que 62 dounams étaient des zones bâties (urbaines).

#### Agitation politique
En 1946, le Mouvement de rébellion hébraïque a tenté de faire sauter le pont ferroviaire sur le ruisseau d'Achziv lors d'une opération connue sous le nom de Nuit des ponts. Un monument aux 14 soldats tués à cet endroit a été érigé sur le site.

### Guerre de 1948

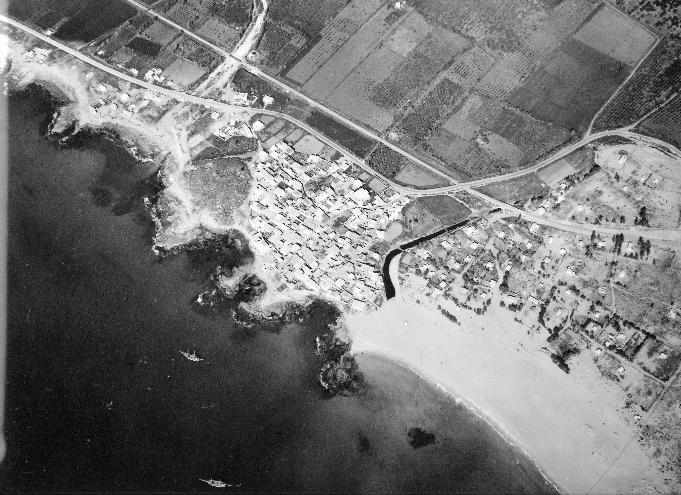
Vue aérienne d'Az-Zīb en 1948.

Juste avant la fin officielle du mandat le 14 mai 1948 et le début de la guerre israélo-arabe de 1948, Az-Zīb fut capturé par la brigade Carmeli de la Haganah, étant l'un des principaux endroits ciblés par l'Opération Ben-Ami. Selon les récits de la Haganah, les habitants « ont immédiatement fui à l'apparition des forces juives, et le commandement de la Haganah a décidé de s'y tenir ». Cependant, l'historien israélien Benny Morris affirme que la Haganah avait un « long compte » avec Az-Zīb car c'était un centre d'attaques arabes contre les Juifs et que la plupart des habitants ont fui après que le village ait été touché par un barrage de mortier de la Haganah,. Morris écrit que deux compagnies de la Haganah ont signalé à la mi-mai 1948 qu'elles « attaquaient al Zib dans le but de faire exploser le village ». Des témoins oculaires parmi les villageois indiquent qu'ils ont pris les forces israéliennes pour des renforts arabes parce qu'ils avaient revêtu des keffiehs rouges et blancs, et que ces forces ont rapidement submergé la milice locale de 35 à 40 hommes. De nombreux habitants ont fui vers le Liban ou les villages voisins, mais beaucoup sont également restés à Az-Zīb jusqu'à ce qu'ils soient relogés par les autorités israéliennes dans la ville côtière arabe de Mazra'a (en). Certains villageois ont affirmé plus tard que la Haganah avait « molesté ou violé » un certain nombre de femmes.
Les localités israéliennes de Sa'ar (en) et Gesher HaZiv (en) ont été établies sur les terres du village en 1948 et 1949. Une mosquée à coupole du village a depuis été restaurée et sert de site touristique, et la maison du dernier moukhtar (chef du village) est maintenant un musée.

## Israël

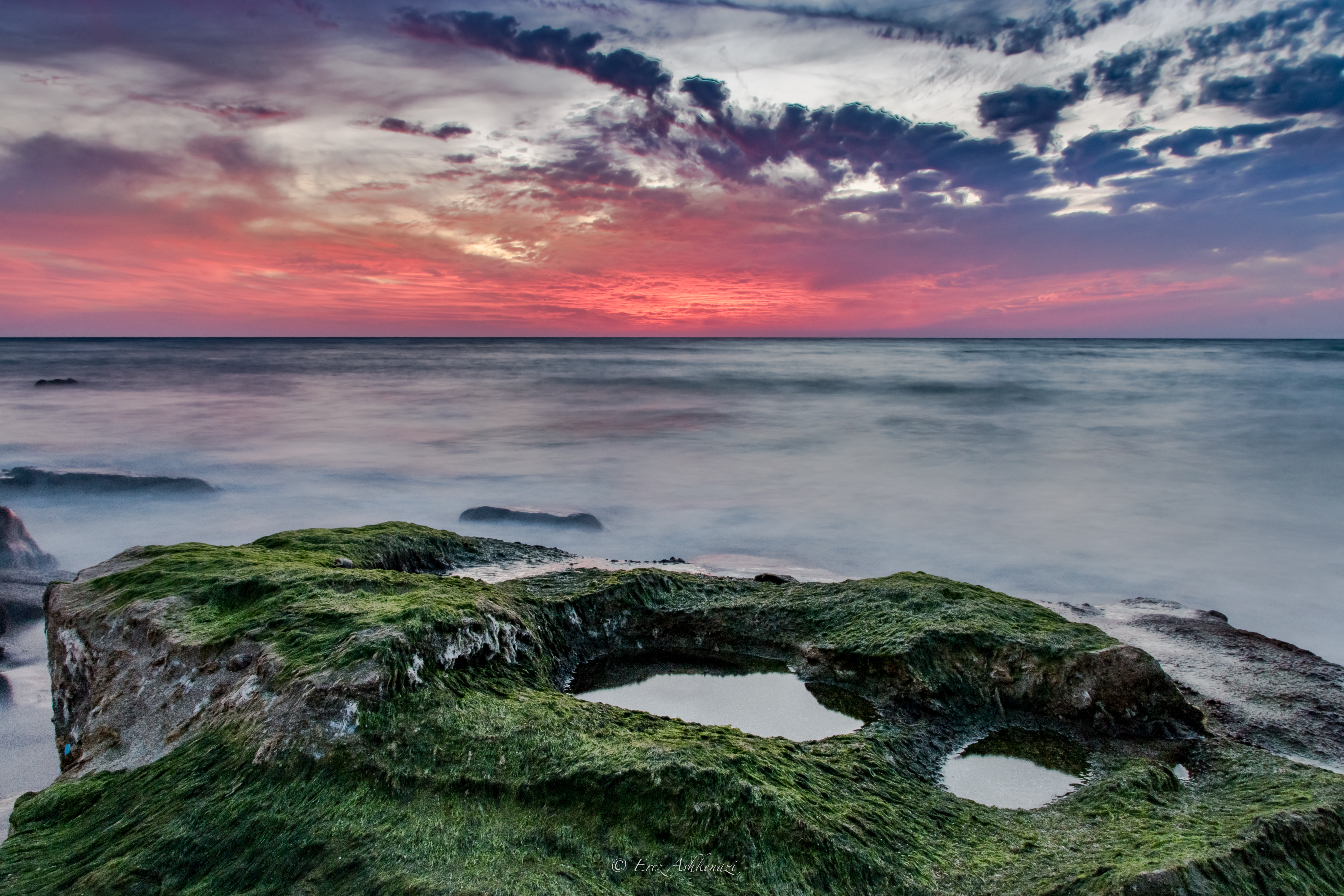
Achziv au coucher du soleil.

Achziv est un parc national israélien. Aujourd'hui, les côtes d'Achziv font partie de l'aire marine protégée d'Achziv-Rosh HaNikra, qui est située entre la ville de Nahariya au sud et la frontière israélo-libanaise au nord. La zone marine protégée a 7 kilomètres de littoral et se prolonge dans la mer sur 15 kilomètres supplémentaires à l'ouest. Cette réserve naturelle marine protège la faune et la flore des récifs rocheux et des plages de sable. C'est la seule zone marine protégée en Israël dans laquelle la profondeur maximale est supérieure à 850 mètres. Le village a été exproprié et réutilisé pour agrémenter un village de vacances après la guerre de 1948.

## Archéologie
Les vestiges de l'ancienne Achziv, aujourd'hui connue sous le nom de Tel Achziv, sont situés sur un monticule de grès entre deux ruisseaux, Kziv au nord et Shaal au sud, près de la frontière avec le Liban. Un ancien port était situé sur la côte, et un autre port secondaire est situé à 700 m au sud. Des fouilles archéologiques (en) ont révélé qu'une ville fortifiée existait à cet endroit depuis la période du Bronze moyen.